# Amir Dervišević
Amir Dervišević (Lubiana, 4 luglio 1992) è un calciatore sloveno, centrocampista dell'ATUS Ferlach.

## Caratteristiche tecniche
È un interno di centrocampo.

## Palmarès

### Club

#### Competizioni nazionali
- Supercoppa di Slovenia: 2

Maribor: 2013, 2014
- Campionato sloveno: 3

Maribor: 2013-2014, 2014-2015, 2018-2019